# سيزين أكباشوغولاري
سيزين أكباشوغولاري، ممثلة تركية ولدت في 22 نيسان 1981 في إزمير في تركيا. مثلت في عدة مسلسلات مثل الزهرة البيضاء وجسور والجميلة وفاتح القدس صلاح الدين الأيوبي.